# マックス・ツォルン
マックス・アウグスト・ツォルン（Max August Zorn、1906年6月6日 - 1993年3月9日）は、ドイツ生まれのアメリカ合衆国の数学者。主な分野は抽象代数学、群理論、数値解析。集合論における強力な道具であるツォルンの補題でその名が知られている。そして集合論はまた、ベクトル空間や順序集合など、数学における基本的な概念に対して幅広く応用することが可能である。ツォルンの補題は1922年にカジミェシュ・クラトフスキによってはじめて発見され、それとは独立して1935年にツォルンが改めて発見した。

## 生涯
1906年、ドイツ帝国クレーフェルトにて生まれる。ハンブルク大学に通学し、1930年4月に交代代数に関する論文でPh.D.を取得する。マルティン・ルター大学ハレ・ヴィッテンベルクにて助手に起用されたが、ナチ党の政策により1933年にドイツを離れざるを得ず、そこで長い間働くことはできなかった。しかしながら彼はナチス政権下にて迫害の対象となったユダヤ人ではない。アメリカ合衆国に移住し、イェール大学にてフェロー(Sterling Fellow)に選任され、そののちUCLAに移った。インディアナ大学ブルーミントンの教授を務めるため1946年にUCLAを離れ、1971年まで働いた。彼はそこでイスラエル・ネイサン・ヘルシュタインの論文指導教官を務めている。
インディアナ大学の数学教授であるケント・オールによれば、年配の名誉教授が運転する車によってツォルンが交通事故死したことを受け、数学の建物の近くには信号が設置されている。また、ツォルンは熱心なギターの弾き手でもあった。現在、ブルーミントンの数学教授たちが住むローレス・ホールには、ギターを演奏するツォルンの肖像画が飾られている。

## 家族
アリス・シュロッタウと結婚し、息子イェンスと娘リズをもうけた。孫息子エリック・ツォルンはシカゴ・トリビューンのコラムニストである。また、曾孫のアレックス・ツォルンは数学に優れており、アメリカ数学オリンピック(USAMO)の予選を突破している。